# Зустрічний вітер і ходовий вітер
Ходовий вітер, зустрічний вітер — це типи вітру за його напрямком стосовно якогось рухомого об'єкта. 
Ходовий вітер — це вітер, що дме в напрямку руху об'єкта, тоді як зустрічний вітер дме проти напрямку руху об'єкта. Ходовий вітер збільшує швидкість об'єкта і зменшує час, необхідний для досягнення цілі, а зустрічний вітер має зворотний ефект.
В повітроплаванні зустрічний вітер сприятливий під час зльоту і посадки, бо профіль крила при тій самій шляховій швидкості, рухаючись із зустрічним вітром, здатний створити більшу підйомну силу, ніж той самий профіль при русі через спокійне повітря чи при русі з ходовим вітром. Тому льотчики і авіадиспетчери зазвичай обирають напрямок злітно-посадкової смуги так, щоб зліт і посадка відбувались при зустрічному вітрі.
У мореплавстві зустрічний вітер може ускладнити просування вперед і вимагати виконання додаткових маневрів.